# Stróżewko (województwo mazowieckie)
Stróżewko – wieś sołecka w Polsce położona w województwie mazowieckim, w powiecie płockim, w gminie Radzanowo. 
W latach 1975–1998 miejscowość administracyjnie należała do województwa płockiego.
Urodził się tu Piotr Pełka (ur. 31 stycznia 1896, zm. wiosną 1940 w Katyniu) – kapitan piechoty Wojska Polskiego, ofiara zbrodni katyńskiej.